# Guantánamo (ville)
Pour les articles homonymes, voir Guantánamo.
Guantánamo est une ville et une municipalité de Cuba, capitale de la province de Guantánamo. 
Les habitants de la ville sont appelés les Guantanameros.

## Toponymie
Dans la langue aborigène, Guantanamo signifie « la terre entre les fleuves », en quelque sorte une « Mésopotamie ».[réf. nécessaire]

## Géographie

### Situation, présentation
La ville de Guantánamo est dans le sud-est de l'île de Cuba et au centre de la province de Guantanamo. 
Elle se trouve à 918 km sud-est de La Havane et 85 km ouest de Santiago de Cuba.
Elle est située à une quinzaine de kilomètres au nord-ouest de la profonde baie de Guantánamo, qui borde la municipalité au sud.

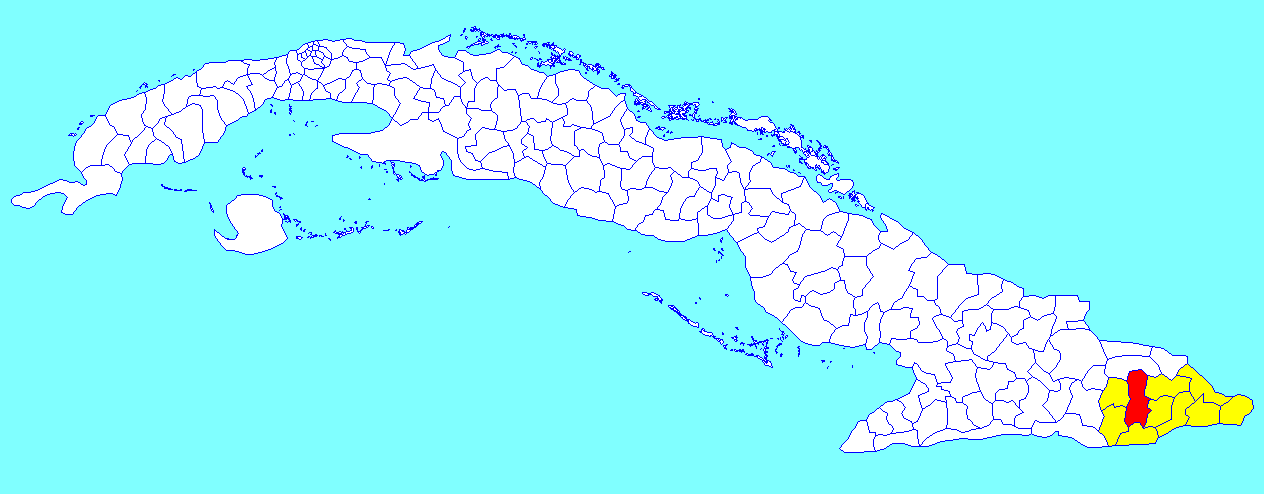
Municipalité de Guantánamo dans la province de Guantánamo

### Divisions administratives
La municipalité inclut neuf consejos populares :
- Rubén López Sabariego
- San Justo
- Caribe
- Pastorita
- Centro Oeste
- Centro
- Sur-Isleta
- Sur-Hospital
- Paraguay

## Population
En 2022 la population de la municipalité est estimée à 222 781 habitants. Pour une surface de 257,4 km2, la densité est de 865,5 habitants/km².

## Économie
culture de la canne à sucre et du coton.[réf. nécessaire]

## Histoire
La ville de Guantánamo est fondée en 1796 pour accueillir les Français fuyant Haïti et se développe au XIXe siècle.[réf. nécessaire]

## Personnalités liées à la ville
Sont originaires de la ville plusieurs sportifs de haut niveau, les boxeurs Joel Casamayor, Rogelio Marcelo et Maikro Romero, les lanceurs Luis Mariano Delís et Yumileidi Cumbá, les sauteurs en longueur Jaime Jefferson et Yargelis Savigne, le coureur de haies Dayron Robles, la sprinteuse Julia Duporty et la gymnaste américano-cubaine Annia Hatch, ainsi que le premier spationaute cubain Arnaldo Tamayo Méndez, l'affichiste Alfredo Rostgaard et l'écrivain Regino Eladio Boti.
Elfriede Malher (1917-1998) y fonde en 1990 la Compañía Danza Libre.

## La base de Guantánamo

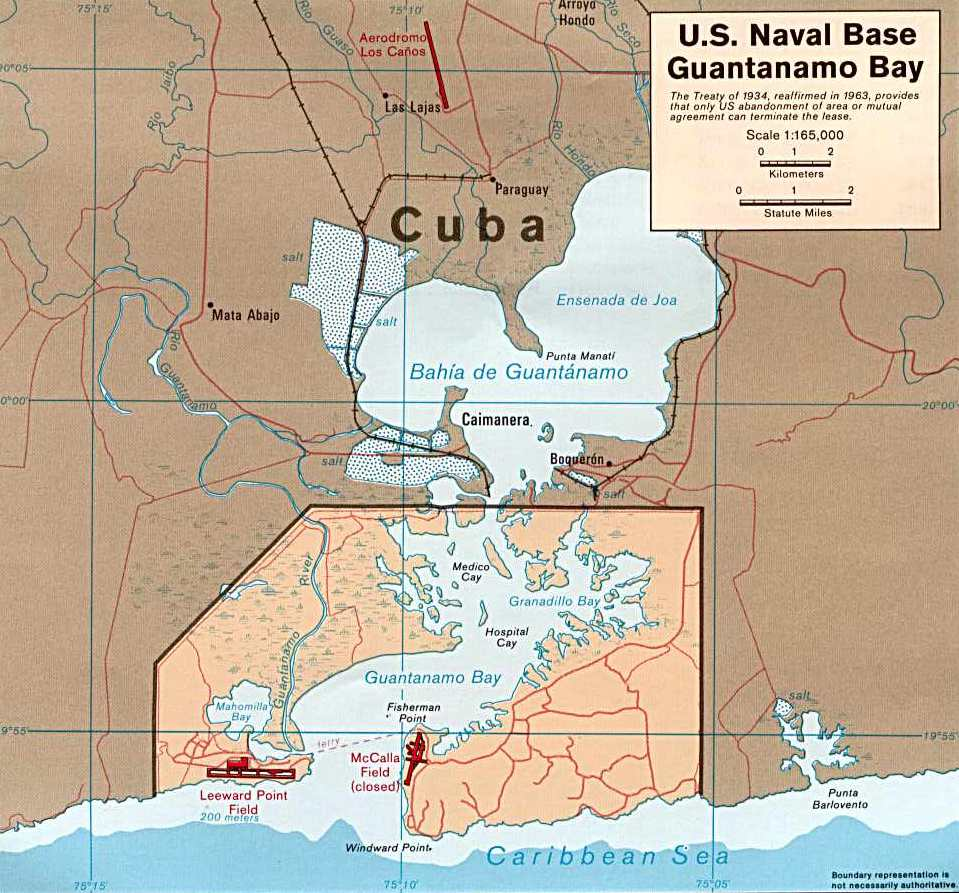
Carte de la baie de Guantánamo avec représentation de la base américaine en couleur claire.

Le nom de la ville a donné son nom à la baie et à la base navale militaire américaine à l'entrée de la baie — mais cette base est entièrement sur le territoire de Caimanera : Guantánamo se trouve à 15 km au nord.
La base navale a une superficie de 117,6 km2 répartie sur les deux côtés de l'entrée de la baie, supervisant tout accès direct à la mer (en 1934 un traité renouvelant le bail de la base accorde libre passage dans la baie à Cuba et à ses partenaires commerciaux). La base abrite en permanence environ 7 000 militaires américains et leur famille, vivant en quasi-autarcie. Occupé depuis la guerre hispano-américaine de 1898, le territoire est loué par le gouvernement américain pour 4 085 dollars par an depuis le 23 février 1903 (sous la présidence de Theodore Roosevelt). Payé annuellement par chèque par les États-Unis, Fidel Castro s'est toujours vanté de n'avoir jamais encaissé un seul de ces chèques (sauf celui de 1959, année de son arrivée au pouvoir sur l'île, encaissé « par erreur »). La base ne peut être cédée qu'avec le consentement des deux parties.
Le nom de Guantánamo est devenu mondialement célèbre après l'implantation d'un camp de détention dans cette base en 2002 pour emprisonner et torturer des « combattants ennemis » enlevés lors des actions de l'armée américaine à l'étranger ayant suivi les attentats du 11 septembre 2001.

## Chanson
La ville est également connue pour la guajira Guantanamera, qui signifie « paysanne de Guantánamo », une des plus célèbres chansons cubaines, écrite par Joseíto Fernández en 1928 ou 1929.